# Эрнани (опера)
Эрна́ни (итал. Ernani) — опера Джузеппе Верди в жанре drama lirico в четырёх актах на итальянское либретто Франческо Мария Пьяве, основанное на трагедии «Эрнани, или Испанская честь» Виктора Гюго. Премьера состоялась 9 марта 1844 года в театре Ла Фениче в Венеции.

## История создания
Осенью 1843 года Верди начал работу над новой оперой «Эрнани» по одноимённой пьесе Виктора Гюго для венецианского театра Ла Фениче. Для работы над либретто театр порекомендовал композитору поэта Франческо Марию Пьяве. Верди был настолько вдохновлён пьесой Гюго, что сам составил план оперы, продумал список действующих лиц, разработал отдельные сцены. Таким образом, задача Пиаве ограничивалась только написанием стихотворного текста для либретто. Опера была создана композитором очень быстро, в течение примерно месяца. Подобные старания оправдали себя: оперу ждал большой успех — она была поставлена почти во всех театрах Италии.

## Действующие лица
| Роль                                                            | Голос   |
| --------------------------------------------------------------- | ------- |
| Эрнани, разбойник                                               | тенор   |
| Дон Карлос, позднее Карл V, император Священной Римской империи | баритон |
| Дон Руй Гомес де Сильва, испанский вельможа                     | бас     |
| Эльвира, его племянница и невеста                               | сопрано |
| Джованна, её няня                                               | сопрано |
| Дон Рикардо, оруженосец дона Карлоса                            | тенор   |
| Яго, оруженосец Сильвы                                          | бас     |

## Сюжет
Действие оперы разворачивается в Арагоне, Ахене и Сарагосе в 1519 году.

#### Действие I («Бандит»)

##### Сцена I
Главарь бандитской шайки Эрнани (под этим именем скрывается испанский дворянин Хуан Арагонский) влюблен в Донну Эльвиру, которая отвечает ему взаимностью, однако воссоединению молодых мешает старый граф Сильва, дядя девушки, который надумал жениться на ней. Эрнани просит у своих товарищей помощи в похищении Эльвиры.
Сподвижники начинают оперу знаменитой застольной песней. Эрнани поет арию, восхваляющую его возлюбленную Эльвиру; его соратники уверяют его, что помогут ему похитить эту даму, и все они отправляются силой взять замок.

##### Сцена II
Замок графа де Сильва. Донна Эльвира ожидает возвращения графа, с тоской думая о предстоящей свадьбе. Ей ненавистна мысль о том, что вскоре она станет женой де Сильва — её сердце давно отдано Эрнани. Неожиданно в комнате Эльвиры появляется Дон Карлос, король Кастилии, который также влюблен в девушку. Он признается Эльвире в любви. В этот момент в комнату врывается Эрнани. Дон Карлос изумлен, однако старается скрыть своё удивление и предлагает юноше скрыться, пока его не схватила стража. Эрнани с негодованием отвергает предложение. В комнату входит вернувшийся Сильва, он взбешен. Старик призывает верных вассалов быть свидетелями нанесенного ему бесчестья и обнажает меч, готовясь к схватке (так как Дон Карлос успел прикрыться плащом, Сильва не узнает его). Оруженосец Дона Карлоса Рикардо раскрывает инкогнито своего господина. Сильва вынужден подчиниться и отступить. В знак своего расположения Карлос остается в его доме. Понимая, что план похищения сорван, Эрнани покидает замок Сильвы, предупреждая Карлоса, что не отказался от своих планов мести (отец Эрнани был убит по приказу предыдущего короля Кастилии). Между тем, ум Карлоса занят другим, — скончался император — и вскоре он станет новым императором Священной Римской империи.

#### Действие II («Гость»)
В замке Сильвы идут приготовления к свадьбе, но мысли Эльвиры лишь об Эрнани: она думает, что юноше не удалось сбежать и слуги Карлоса схватили его, однако это не так. Эрнани, переодетый монахом, вновь приходит в замок Сильвы. Увидев Эльвиру облаченной в подвенечное платье, он понимает, что теперь ему не удастся похитить девушку и, забывая об опасности, раскрывает своё инкогнито. Связанный законами гостеприимства Сильва не может убить Эрнани и решает оставить его в своем доме, однако, понимая какая опасность грозит ему и его владениям, если слуги короля обнаружат беглеца, спешит укрепить подступы к своему замку. Оставленные наедине возлюбленные признаются своих чувствах. Вернувшийся Сильва застает Эльвиру и Эрнани в объятьях друг друга. Взбешенные этой сценой он угрожает юноше страшной местью. Его страстную речь прерывает сообщение о том, что Карлос уже у ворот замка. Он призывает Сильву открыть ему, где находится Эрнани, однако старик, верный своим принципам, по-прежнему хранит молчание и не раскрывает тайны. Понимая, что угрозами ничего не добиться, Карлос отбирает у Сильвы шпагу и уводит Эльвиру в свои владения.
Как только Карлос покидает замок, Сильва выпускает Эрнани из потайной комнаты, где тот находился все это время. Все ещё помня о своей обиде, старый гранд вызывает юношу на дуэль, однако Эрнани отказывается — у них теперь есть общий враг, Дон Карлос — и им стоит объединить усилия, чтобы спасти Эльвиру. В обмен за помощь Эрнани предлагает свою жизнь. Он вручает графу охотничий рог: после того как все закончится, Сильве лишь нужно протрубить в этот рог, и Эрнани сам прервет свою жизнь, Сильва соглашается.

#### Действие III («Милосердие»)
Гробница короля Карла Великого в Аахене. Карлос, которому сообщили, что заговорщики соберутся именно в этом месте, решает дождаться их появления и узнать, что они задумали. Вскоре около гробницы собираются мятежники: Эрнани, Сильва и их сторонники. Они решают, что Дон Карлос должен быть убит, жребий исполнить задуманное падает на Эрнани. Сильва предлагает свою кандидатуру в качестве убийцы, однако юноша непоколебим, он и только он убьет короля. Раздается пушечный залп — так возвещают о выборе нового императора, им стал король Кастилии Карлос. В этот же момент Карлос выходит из гробницы, его окружает толпа выборщиков и слуг, к ним присоединяется и Донна Эльвира. Император намеревается расправиться с заговорщиками; Эрнани спокойно принимает свою судьбу. Он, сын испанского гранда, с честью встретит свою смерть. Эльвира взывает к милосердию Карлоса. После недолгого колебания император прощает мятежников и соглашается на брак Эрнани, теперь уже герцога Хуана Арагонского, и Донны Эльвиры. Сильва, потерявший все, клянется отомстить.

#### Действие IV («Маскарад»)
Замок Эрнани в Арагоне. Пара сочетается браком, и кажется, что счастью молодых уже ничто не угрожает. Но Сильва не забыл о договоре, заключенном с Эрнани. Неожиданно раздаются звуки горна, и Эрнани, услышав эту печальную мелодию, понимает, что ему не уйти от мести старого гранда. Внезапно появившийся в саду де Сильва предлагает емy на выбор яд или кинжал, Эрнани выбирает кинжал. Эльвира, видя смерть мужа, пытается заколоть и себя, однако Сильва не дает ей этого сделать.